# Acosada (película de 2003)
Acosada es una película dramática española de 2003 dirigida por Pedro Costa y escrita por Virginia Yagüe. El film está basado en un hecho real sucedido en 2002 en el que la ejecutiva de una constructora empieza a sufrir el acoso, tanto laboral como sexual, por parte de su jefe.

## Argumento
Natalia (Cristina Plazas) es una mujer que padece crisis de ansiedad después de haber pasado, según sus palabras, por un infierno. En el momento de explicarle su caso a un psicólogo (Julio Fraga) la película retrocede tiempo atrás cuando Natalia trabajaba de interventora en el ayuntamiento de una localidad de la Costa del Sol, puesto que deja debido a un desacuerdo con el alcalde después de que este pretendiese expropiar terrenos para construir una urbanización cerca de la playa.
Finalmente consigue un puesto en la misma constructora colaboradora del ayuntamiento tras llamar la atención de Antonio Pardo (Juan Gea), el cual para agasajarla empieza a enviarle flores y a meterse en la vida de su subordinada a cambio de favores, lo que le ocasiona malestar con sus compañeros de trabajo cuando promociona de manera meteórica. 
No obstante, la mujer intenta a toda costa separar la relación sentimental de la laboral, algo a lo que no está dispuesto su jefe, el cual empieza a acosarla e incluso chantajearla.

## Reparto
- Cristina Plazas es Natalia.
- Alex O'Dogherty es Peter.
- Diana Peñalver es Julia.
- Julio Fraga es Psicólogo.
- Rubén Piñero es Tito (hijo de Natalia).
- Juan Gea es Antonio Pardo.
- Araceli Campos es Directora de guardería.
- Bibiana Muñoz es Profesora de guardería.
- Paco Lobatón es Entrevistador/Él mismo (cameo).